# Resolução 313 do Conselho de Segurança das Nações Unidas
A Resolução 313 do Conselho de Segurança das Nações Unidas, adotada em 28 de fevereiro de 1972, exigia que Israel desistisse imediatamente da ação terrestre e militar contra o Líbano e retirasse todas as suas forças militares do território libanês .